# Zangakatun
Zangakatun – wieś w Armenii, w prowincji Ararat. W 2011 roku liczyła 1042 mieszkańców.